# Dalí Universe

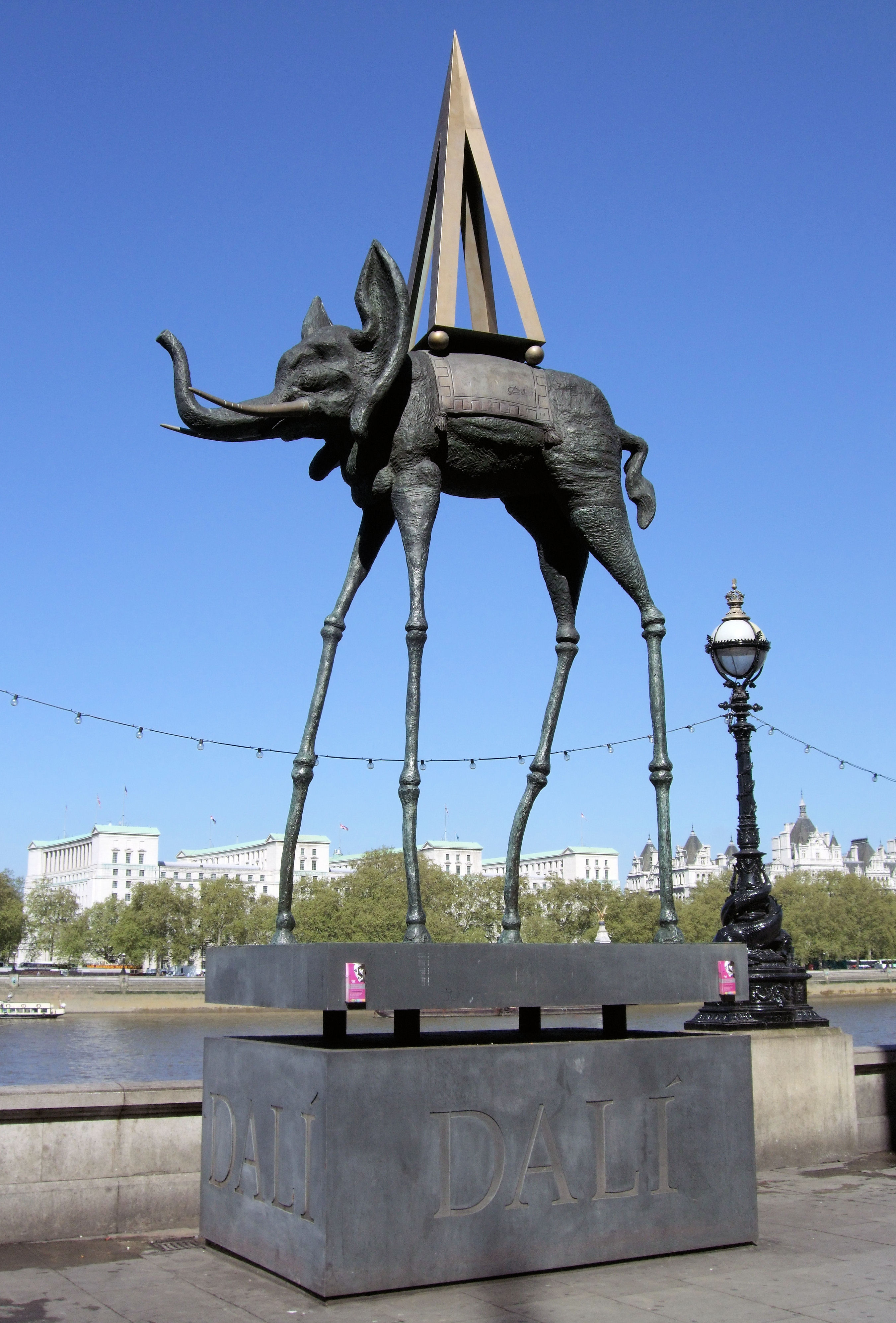
Space Elephant (1980), ausgestellt 2000–2010 in London

Das Dalí Universe ist eine Sammlung von Kunstwerken Salvador Dalís, die hauptsächlich aus Skulpturen besteht und von Beniamino Levi, einem italienischen Galeristen und Sammler, kuratiert wird. Das im Jahr 2000 zunächst in London gezeigte Dalí Universe ist seit 2010 dauerhaft im Espace Dalí in Paris zu sehen. Weitere Werke sind im Zentrum von Brügge ausgestellt. Skulpturen aus der Sammlung wurden auf der ganzen Welt gezeigt. Die Ausstellung umfasst hauptsächlich Bronzeskulpturen, Zeichnungen, Lithographien sowie Glas- und Goldskulpturen.
2025 finden Ausstellungen in Warschau (Fabryka Norblina) und Wien statt. Zu den früheren Standorten gehörten beispielsweise Beijing, Singapur, Taipeh, Shanghai, New York City, Florenz und Venedig.

## Geschichte
Das Dalí Universe wurde im Jahr 2000 auf einer Ausstellungsfläche von 3.000 Quadratmetern in der County Hall in London eröffnet. Über 500 Werke wurden ausgestellt, darunter Skulpturen aus den Jahren 1935 bis 1984, Zeichnungen, Lithografien, Gold- und Glasobjekte und eine von Dalí inspirierte Möbelkollektion. Außer einem riesigen Ölgemälde auf Leinwand aus dem Alfred-Hitchcock-Film „Ich kämpfe um dich“ waren keine bedeutenden Gemälde zu sehen.
In einer Quelle aus 2025 heißt es, dass das Dalí Universe bei fast 100 Ausstellungen weltweit, organisiert in Zusammenarbeit mit bedeutenden Museen und Kultureinrichtungen, über 12 Millionen Besucher gehabt habe.

## Galerie

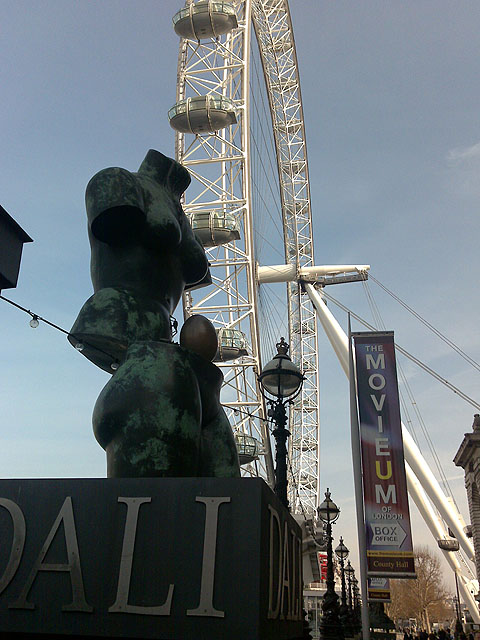
Space Venus (1977–1984)
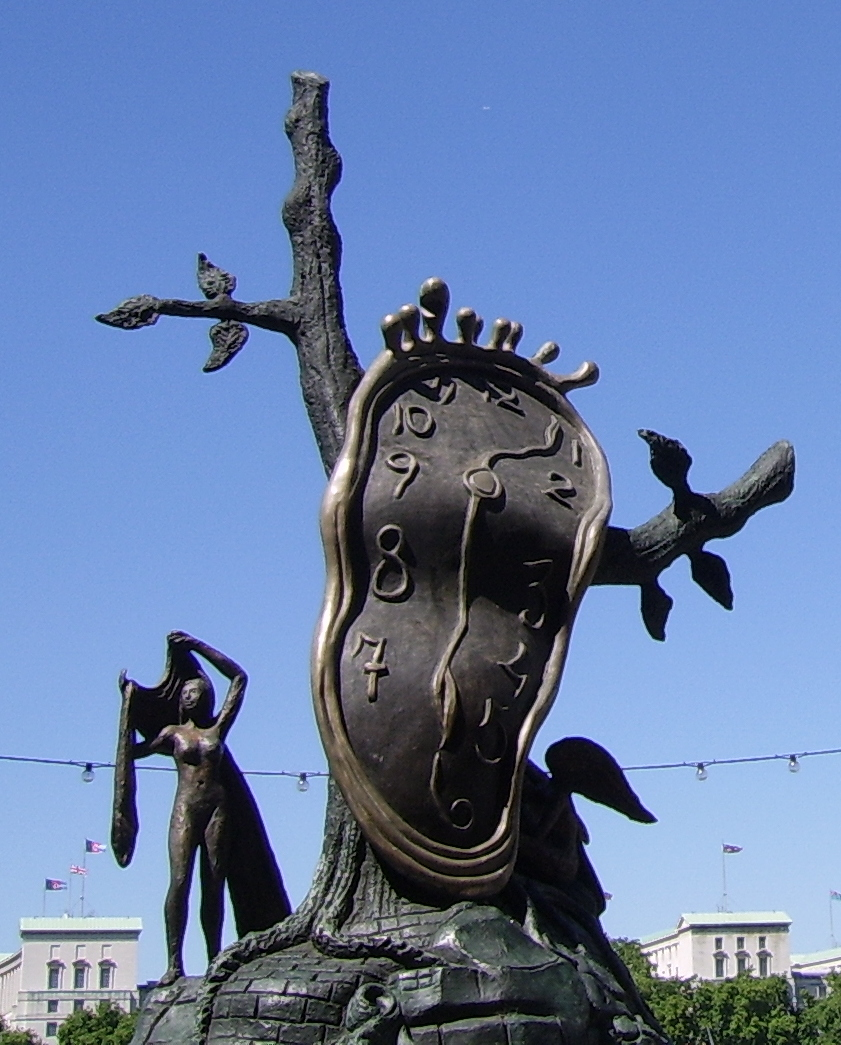
Nobility of Time (1977–1984)
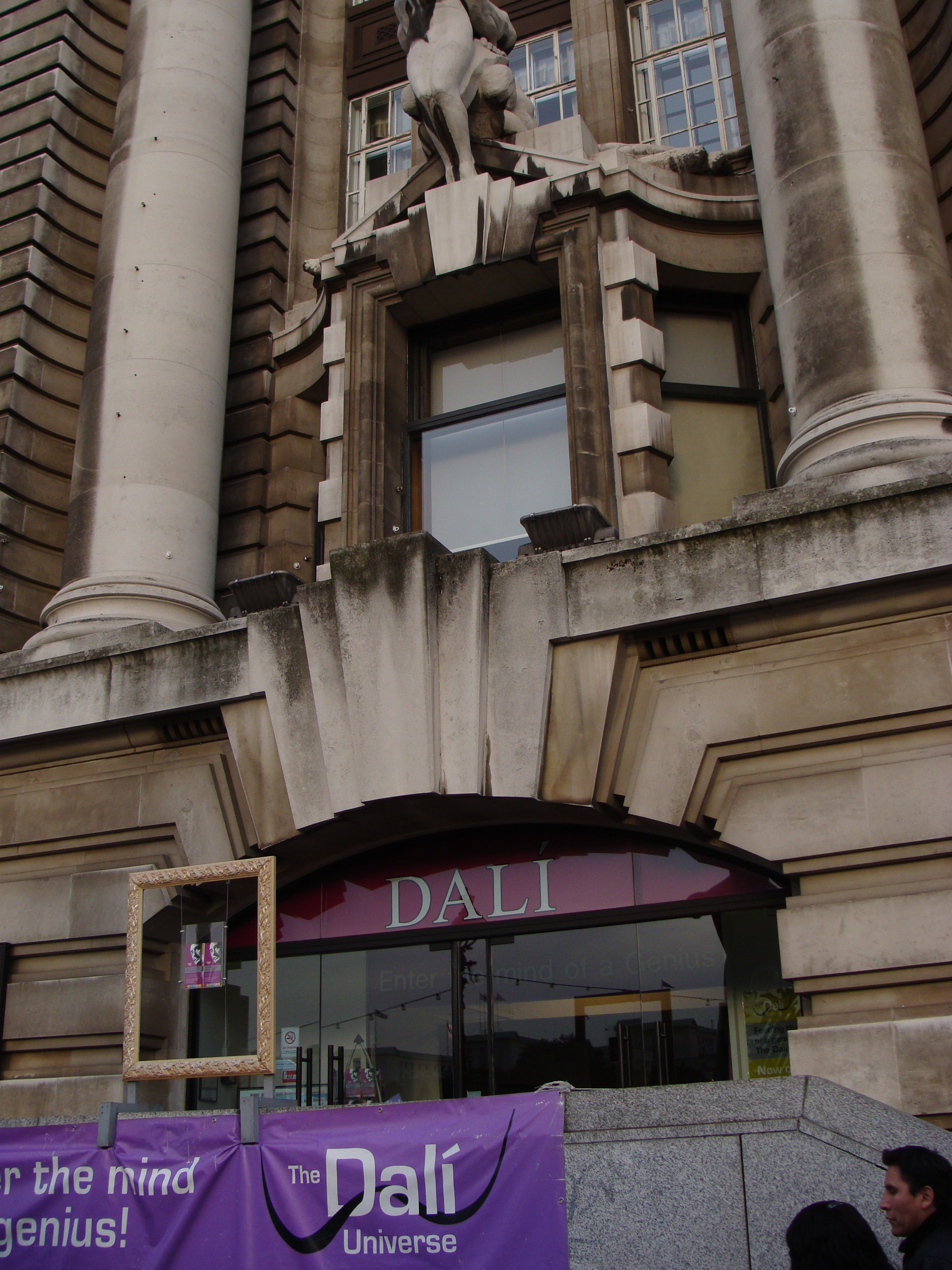
Der ehemalige Eingang zum Dalí Universe in der County Hall (London)
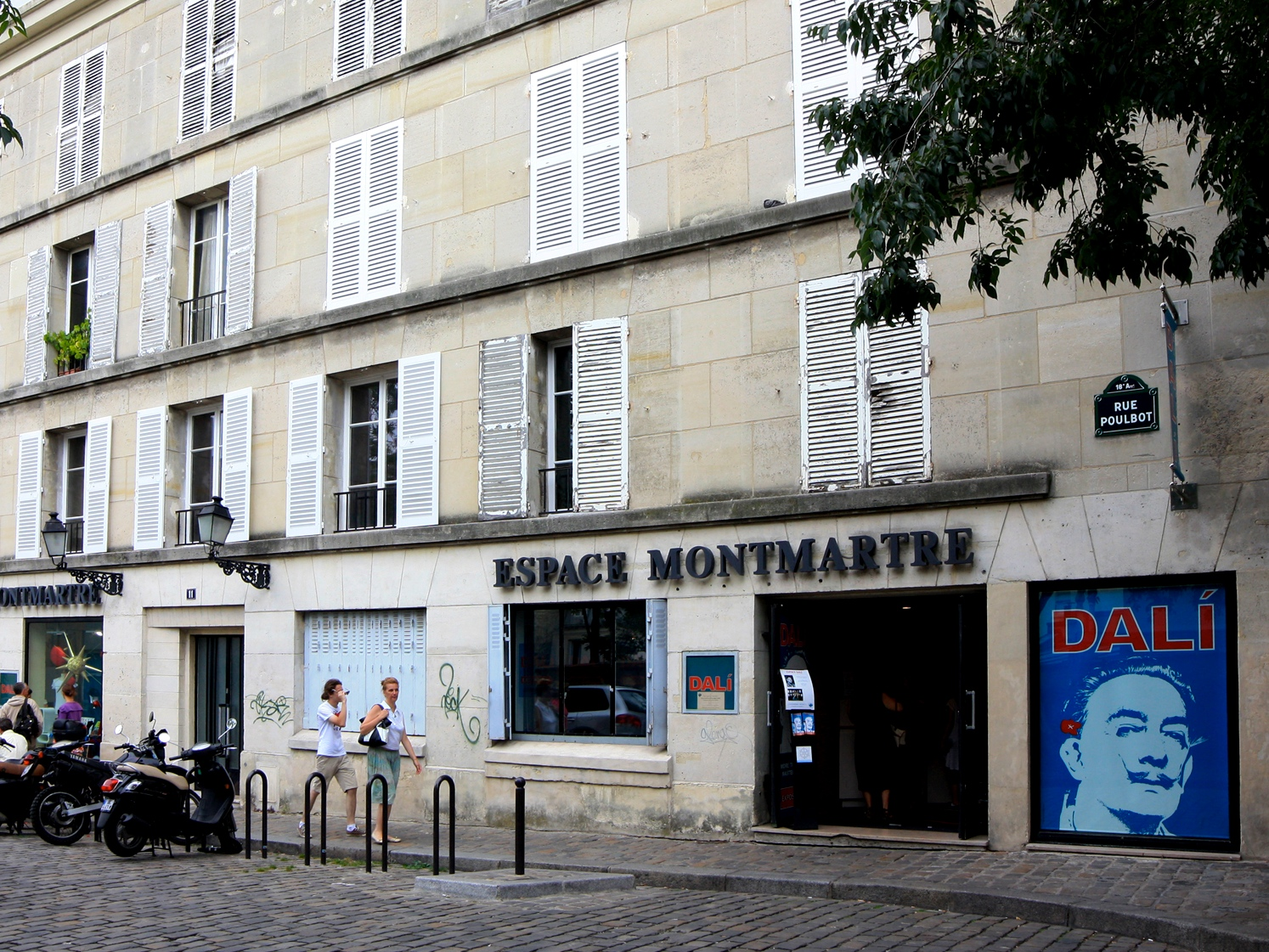
Eingang zum Espace Dalí (Paris)